# Marica Fantuz
Marica Fantuz (Motta di Livenza, 8 giugno 1979) è una politica italiana.

## Biografia
Iscritta alla Lega Nord, è stata sindaco di Meduna di Livenza dal 2009 al 2019.
Alle elezioni politiche del 2018 è eletta deputata della Lega. È vicepresidente, dal 2018, della IV Commissione difesa